# Långås
Långås – miejscowość (tätort) w Szwecji, w regionie administracyjnym (län) Halland, w gminie Falkenberg.
Według danych Szwedzkiego Urzędu Statystycznego liczba ludności wyniosła: 539 (31 grudnia 2015), 644 (31 grudnia 2018) i 600 (31 grudnia 2019).